# Epidesma thoos
Epidesma thoos är en fjärilsart som beskrevs av Fabricius 1781. Epidesma thoos ingår i släktet Epidesma och familjen björnspinnare. Inga underarter finns listade i Catalogue of Life.